# Grace Birungi
Pour les articles homonymes, voir Birungi.
Grace Birungi, née le 10 octobre 1973, est une athlète ougandaise.

## Carrière
Aux Championnats d'Afrique d'athlétisme 1996 à Yaoundé, Grace Birungi est médaillée d'argent du 400 mètres. Aux Jeux africains de 1999 à Johannesbourg, elle est médaillée de bronze du 800 mètres.